# Pierz, Minnesota
Pierz je mesto v okrožju Morrison, Minnesota, v ZDA. Leta 2000 je imelo mesto 1.277 prebivalcev.
Mesto se imenuje po slovenskem misijonarju Francu Pircu, ki je na tem območju deloval sredi 19. stoletja.